# Vollenhovia butteli
Vollenhovia butteli är en myrart som beskrevs av Auguste-Henri Forel 1913. Vollenhovia butteli ingår i släktet Vollenhovia och familjen myror.

## Underarter
Arten delas in i följande underarter:
- V. b. butteli
- V. b. jacobsoni
- V. b. seeliebi